# Maria Georgi Sloth
Maria Georgi Sloth (født 13. juli 1999 i Odense) er tidligere landsformand for Radikal Ungdom. I dag er hun medlem af Radikale Venstres hovedbestyrelse og forretningsudvalg.

## Karriere
I august 2022 blev hun valgt som landsformand for Radikal Ungdom efter Jacob Robsøe, og blev genvalgt til posten det følgende år. I august 2024 trådte Maria Georgi Sloth af, og Anastasia Olivia Milthers blev valgt som ny landsformand for ungdomspartiet.